# ماثيو كوما
ماثيو بير (Matthew Bair) و يعرف أكثر باسمه المستعار ماثيو كوما (Matthew Koma).هو مغني وكاتب أغاني ودي جي ومنتج أسطوانات أمريكي من مواليد 2 يونيو 1987.